# Bezirk Tarnopol

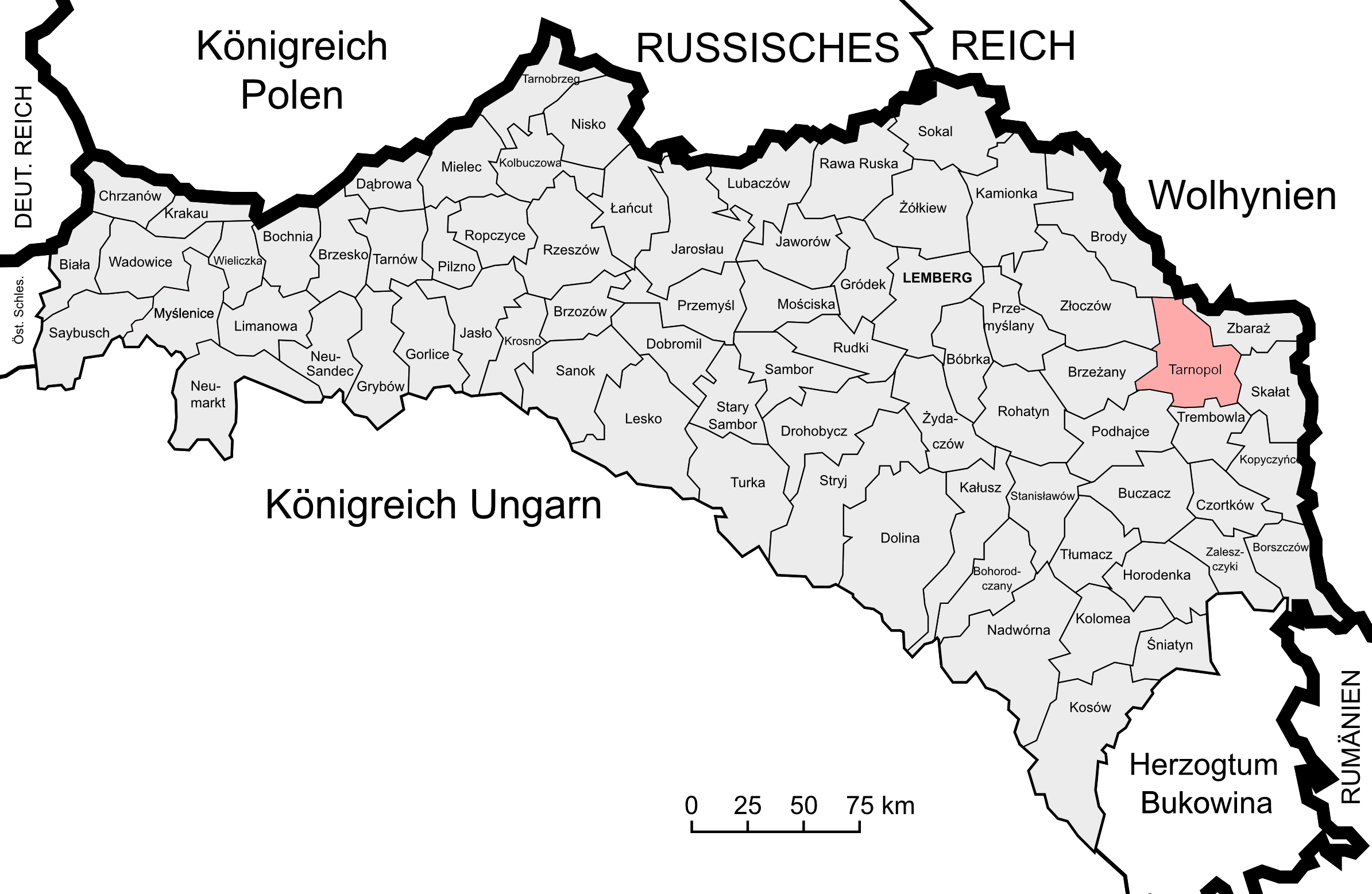
Lage des Bezirks Husiatyn im Kronland Galizien und Lodomerien

Der Bezirk Tarnopol war ein politischer Bezirk im Kronland Galizien und Lodomerien. Sein Gebiet umfasste Teile Ostgaliziens in der heutigen Westukraine (Oblast Ternopil, Rajon Ternopil sowie Teilen des Rajons Terebowlja, des Rajons Sboriw sowie des Rajons Kosowa), Sitz der Bezirkshauptmannschaft war der Ort Tarnopol. Nach dem Ersten Weltkrieg musste Österreich den gesamten Bezirk an Polen abtreten.
Er grenzte im Norden an den Bezirk Brody, im Nordosten an den Bezirk Zbaraż, im Osten an den Bezirk Skałat, im Süden an den Bezirk Trembowla, im Südwesten an den Bezirk Podhajce, im Westen an den Bezirk Brzeżany sowie im Nordwesten an den Bezirk Zborów.

## Geschichte
Ein Vorläufer des späteren Bezirks (Verwaltungs- und Justizbehörde zugleich) wurde zum Ende des Jahres 1850 geschaffen, die Bezirkshauptmannschaft Tarnopol war dem Regierungsgebiet Stanislau unterstellt und umfasste folgende Gerichtsbezirke:
- Gerichtsbezirk Tarnopol, Section I.
- Gerichtsbezirk Tarnopol, Section II.
- Gerichtsbezirk Zbaraż

Nach der Kundmachung im Jahre 1854 kam es am 29. September 1855 zur Einrichtung des Bezirksamtes Tarnopol (weiterhin für Verwaltung und Gerichtsbarkeit zuständig) innerhalb des Kreises Tarnopol.
Nachdem die Kreisämter Ende Oktober 1865 abgeschafft wurden und deren Kompetenzen auf die Bezirksämter übergingen, schuf man nach dem Österreichisch-Ungarischen Ausgleich 1867 auch die Einteilung des Landes in zwei Verwaltungsgebiete ab. Zudem kam es im Zuge der Trennung der politischen von der judikativen Verwaltung zur Schaffung von getrennten Verwaltungs- und Justizbehörden. Während die gerichtliche Einteilung weitgehend unberührt blieb, fasste man Gemeinden mehrerer Gerichtsbezirke zu Verwaltungsbezirken zusammen.
Der neue politische Bezirk Tarnopol wurde aus folgenden Bezirken gebildet:
- Bezirk Tarnopol (mit 28 Gemeinden)
- Bezirk Mikulińce (mit 22 Gemeinden)
- Bezirk Ihrowica (mit 25 Gemeinden)
- Teilen des Bezirks Zbaraż (Gemeinden Czernelów Mazowiecki und Romanówka)
- Teilen des Bezirks Skałat (Gemeinde Podsmykowce)

Der Bezirk Tarnopol bestand bei der Volkszählung 1910 aus 86 Gemeinden sowie 78 Gutsgebieten und umfasste eine Fläche von 1164 km². Hatte die Bevölkerung 1900 noch 131.632 Menschen umfasst, so lebten hier 1910 142.138 Menschen. Auf dem Gebiet lebten dabei mehrheitlich Menschen mit polnischer Umgangssprache (51 %) und griechisch-katholischem Glauben, Juden machten rund 14 % der Bevölkerung aus.

## Ortschaften
Auf dem Gebiet des Bezirks bestanden 1910 Bezirksgerichte in Mikulińce und Tarnopol, diesen waren folgende Orte zugeordnet:
Gerichtsbezirk Mikulińce:
- Baworów
- Białoskórka
- Czartorya
- Grabowiec
- Konopkówka
- Kozówka
- Krzywki
- Ładyczyn bestehend aus den Ortsteilen Ładyczyn und Ludwikówka
- Łuczka
- Łuka Wielka
- Stadt Mikulińce
- Myszkowice
- Nastasów
- Proszowa
- Skomorochy
- Smolanka
- Suszczyn bestehend aus den Ortsteilen Ostalce und Suszczyn
- Wola Mazowiecka
- Zastawie

Gerichtsbezirk Tarnopol:
- Bajkowce
- Welyka Beresowyzja Berezowica Wielka
- Biała
- Borki Wielkie
- Bucniów
- Cebrów
- Chodaczków Mały
- Chodaczków Wielki
- Czerniechów
- Czernielów Mazowiecki
- Czernielów Ruski
- Czołhańszczyzna
- Czystyłów
- DenyssiwDenysów
- Ditkowce
- Dołżanka
- Domamorycz
- Draganówka
- Dubowce
- Dyczków, bestehend aus den Ortsteilen Dyczków und Podsmykowce
- Hladki
- Hłuboczek Wielki
- Horodyszcze
- Ihrowica
- Isypowce
- Iwaczów Dolny
- Iwaczów Górny
- Jackowce
- Janówka
- Józefówka
- Kipiaczka
- Kokutkowce
- Konstantynówka
- Krasówka
- Kupczyńce
- Kurniki Szlachcinieckie
- Kurowce
- Kutkowce
- Łozowa
- Małaszowce
- Mszaniec
- Nosowce
- Obarzańce
- Ostrów
- Petryków
- Pleszkowce
- Płotycz
- Poczapińce
- Pokropiwna
- Proniatyn
- Romanówka
- Rusianówka
- Seredyńce
- Smykowce
- Stechnikowce
- Stupki
- Szlachcińce
- Stadt Tarnopol
- Toustoług
- Worobijówka
- Zabojki
- Zagrobela
- Zarudzie
- Zaścianka